# L'amante di Lady Chatterley (film 2015)
L'amante di Lady Chatterley è un film per la TV diretto da Jed Mercurio e tratto dal romanzo omonimo di David Herbert Lawrence (1928).

## Trama
La giovane Constance Reid conosce ad una festa il ricco e affascinante Sir Clifford Chatterley, di cui diventa la sposa alla vigilia della partenza per la guerra. Colpito da una bomba durante un assalto in trincea, Sir Clifford torna a casa invalido, paralizzato dalla vita in giù e reso impotente dalla disgrazia. Dopo aver tentato il suicidio per ridare la libertà alla moglie, Sir Clifford si rassegna alla sua nuova condizione. Assume come guardiacaccia il giovane Oliver Mellors, che è stato soldato ai suoi ordini prima del congedo. Nonostante le cure inutili e dolorose alle quali Sir Clifford si sottopone per poter avere un erede, si conferma la sua impossibilità di procreare un figlio. Tacitamente, incoraggia Lady Chatterley a tentare la maternità con un altro uomo, fra le conoscenze che ha ripreso a frequentare. Ma Lady Chatterley ha incontrato il guardiacaccia Mellors nel bosco, e fra i due inizia una relazione passionale e tempestosa. Sir Clifford accoglie la notizia della gravidanza di sua moglie con un misto di sofferenza e di soddisfazione, ma Ivy Bolton, una cameriera desiderosa di vendetta e di riscatto per i torti subiti, gli svela la verità sul padre del bambino. Sir Clifford è sconvolto e Lady Chatterley decide di chiedere il divorzio per poter sposare l'uomo che ama.